# Radětice (district de Tábor)
Pour les articles homonymes, voir Radětice.
Radětice (en allemand : Radietitz) est une commune du district de Tábor, dans la région de Bohême-du-Sud, en République tchèque. Sa population s'élevait à 227 habitants en 2020.

## Géographie
Radětice se trouve à 4 km au nord-ouest de Bechyně, à 21 km au sud-ouest de Tábor, à 39 km au nord de České Budějovice et à 85 km au sud de Prague.
La commune est limitée par Bernartice et Rataje au nord, par Haškovcova Lhota à l'est, par Bechyně au sud-est et au sud, par Chrášťany à l'ouest et par Borovany au nord-ouest.

## Histoire
La première mention écrite du village date de 1357.